# Неотчуждаемые права человека
Перечень неотчуждаемых прав довольно неустойчив и изменчив. Учитывая печальный опыт XX века, а также то, что неотчуждаемые права напрямую определяют статус человека, его свободы, существует необходимость единого понимания неотчуждаемых прав человека. Если неотчуждаемость права на жизнь не вызывает для многих противоречий, то право на частную собственность и социальные права являются камнем преткновения.
Доминирующей в настоящее время является позиция о том, что неотчуждаемые права человека являются продолжением естественно-правовой теории прав человека. Естественно-правовая теория охватывает довольно широкий ряд прав, общим знаменателем которых является то, что даны они человеку от природы. Неотчуждаемость же подразумевает их позитивное закрепление. С формально-юридической стороны неотчуждаемые права абсолютны.
Понятие неотчуждаемых прав человека связана и с актуальным на сегодняшним день понятием «правовых законов». В частности, требование построить всю национальную правовую систему в соответствии с постулатом, сформулированным Блэкстоном. Именно он был закреплен в принципе «Rule of Law» – правления права, правозаконности. Когда юриспруденция англоязычных стран (общее право) говорит о правлении, господстве права, она имеет в виду ситуацию соответствия официальных актов естественному праву, т.е. «конституционализированным правам и свободам».
В тексте действующей Конституции Российской Федерации понятие «естественное право» не упоминается, но вытекающие  из этого понятия термины: неотчуждаемые и принадлежащие каждому от рождения права – используются. В ч. 2 ст. 17 Конституции России закреплено: «Основные права и свободы человека неотчуждаемы и принадлежат каждому от рождения». Некоторые современные авторы считают, что российскому конституционному праву и теоретико-правовым представлениям о формировании правового и социального государства чужды подобные концепции. Более того, существует и радикальная позиция, суть которой состоит в том, что данная концепция была насаждена извне.
В теории государства и права современного переходного периода возник непримиримый раскол между сторонниками и противниками признания социальных прав человека неотъемлемыми и в известном смысле прирожденными. Сторонники либертарно-юридической теории государства и права, ряд авторов более умеренной либерально-правовой ориентации исходят из того, что заявление об естественном и неотчуждаемом характере социальных прав, их однопорядковости с правами первого поколения, не более чем «красивая декларация».
Неотчуждаемость прав человека сама по себе подразумевает восприятие этих самых прав через призму их естественного характера, подчеркивается их принадлежность человеку по факту рождения. Неотчуждаемые права есть признак самой личности. С формально-юридической точки зрения человека невозможно лишить этих прав. Но на практике эти права могут прекращаться или изменяться. Ключевым вопросом является то, какие права относятся к неотчуждаемым, так как в разное время, в разных странах, подход к этому вопросу остается негомогенным. Также и в Конституции РФ, если рассматривать неотчуждаемые права человека в узком понимании, то норма будет абсолютно «спящей» и нерелевантной (я считаю, что именно на сегодняшний день данная норма таковой и является).
Изучение судебной практики судов общей юрисдикции Российской Федерации, а также Конституционного суда  Российской Федерации позволяет сделать вывод о том, что прямой (самостоятельной) отсылкой на ч. 2 ст. 17 Конституции РФ судьи совершенно не пользуются. Если подобная практика судов общей юрисдикции Российской Федерации обоснована романо-германской правовой системой, то в случае с Конституционным судом Российской Федерации правовых преград для отсылки на конституционно-правовую норму неотчуждаемости прав человека нет.  Исходя из сложившихся реалий, благоприятной реализацией ч. 2 ст. 17 Конституции РФ посредством судов общей юрисдикции является хотя бы упоминание нормы в качестве усиления акта суда. Судебная практика судов общей юрисдикции Российской Федерации складывается в сторону истолкования ч. 2 ст. 17 Конституции РФ как нормы-принципа, но никак не нормы Закона прямого действия.
Как следует из правовых позиций Конституционного суда   Российской Федерации, выраженных в ряде его решений (постановления от 3 мая 1995 года № 4-П, от 15 января 1999 года № 1-П, от 25 апреля 2001 года № 6-П и от 20 апреля 2006 года № 4-П, определения от 15 февраля 2005 года № 17-О, от 1 марта 2010 года № 323-О-О и др.), утверждая приоритет личности и ее прав во всех сферах, Конституция РФ обязывает государство охранять достоинство личности (статья 21, часть 1) как необходимую предпосылку и основу всех других неотчуждаемых прав и свобод человека, условие их признания и соблюдения; поскольку ничто не может быть основанием для умаления достоинства личности, постольку никто не может быть ограничен в защите перед судом своего достоинства, а также всех связанных с ним прав и свобод.  Из признания достоинства, присущего всем членам человеческого сообщества, наряду с равными и неотъемлемыми их правами как основы свободы, справедливости и всеобщего мира исходят также Всеобщая декларация прав человека (преамбула, статья 1) и Международный пакт о гражданских и политических правах (преамбула), положения которых являются составной частью правовой системы Российской Федерации.  Вместе с тем, единственно доступный правовой механизм реализации неотчуждаемых прав человека сводится к судебной защите, но судебная практика же наглядно демонстрирует, что суды редко прибегают к отсылке к конституционно-правовому принципу неотчуждаемости прав человека.
Важным аспектом существования неотчуждаемых прав является наличие конкретных институциональных и процессуальных механизмов, которые бы позволяли обеспечивать данное право в полном объеме. Конституционный суд неоднократно обращался к данному тезису, тем самым подчеркивая его особую значимость: постановления от 3 февраля 1998 года N 5-П, от 25 декабря 2001 года N 17-П, от 11 мая 2005 года N 5-П, от 19 июля 2011 года N 17-П, от 27 декабря 2012 года N 34-П и др.
Основной проблемой неотчуждаемых прав человека является узкое толкование данного понятия. Национальные конституции должны не просто декларировать существование неотчуждаемых прав человека, а толковать как «норму-вектор» для гуманизации всего законодательства.